# Magnus Arhusiander

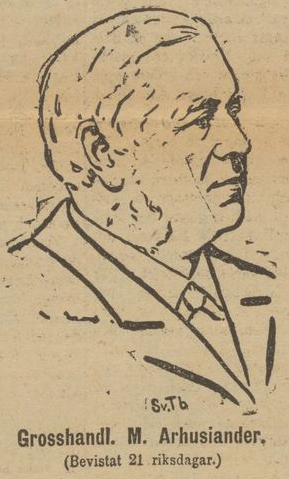
Magnus Arhusiander.

Magnus Arhusiander (i riksdagen kallad Arhusiander i Sundsvall), född 17 januari 1829 i Säter, död 19 maj 1908 i Sundsvall, var en svensk affärsman och riksdagsledamot (liberal).

## Biografi
Magnus Arhusiander, som var son till en kyrkoherde, var bokhållare i skilda företag, från och med 1851 i firman P. F. Heffner i Sköns socken, som bedrev grosshandel och export av trävaror och 1868 blev Heffners sågverk. Han blev delägare i företaget år 1868 och förblev där till sin död. År 1874 deltog han i stiftandet av Sundsvalls Handelsbank, vars vice styrelseordförande han var 1874–1899.
Han var ledamot i Sundsvalls stadsfullmäktige 1869–1897 och var fullmäktiges ordförande 1889 samt 1892–1897. Han var även drätselkammarens ordförande 1864–1872 och ordförande i Västernorrlands läns landsting 1887–1903.
Magnus Arhusiander var riksdagsledamot 1883–1901, från 1883 till lagtima riksmötet 1892 i andra kammaren för Sundsvalls valkrets, från urtima riksmötet 1892 till 1894 i första kammaren för Västernorrlands läns valkrets och därefter 1895–1901 i andra kammaren för Sundsvalls valkrets. I riksdagen tillhörde han Andra kammarens frihandelsparti 1887–1888, Andra kammarens center 1889–1892, Första kammarens minoritetsparti 1892–1894, Frihandelsvänliga centern 1895–1897 samt Liberala samlingspartiet 1900–1901. Han var bland annat ledamot i bevillningsutskottet 1891–1892. I riksdagen skrev han tre egna motioner om försäljning
af vin och maltdrycker, statsbidrag för anordnande av kvinnlig slöjd och om upprättande av en teknisk elementarskola i Sundsvall.

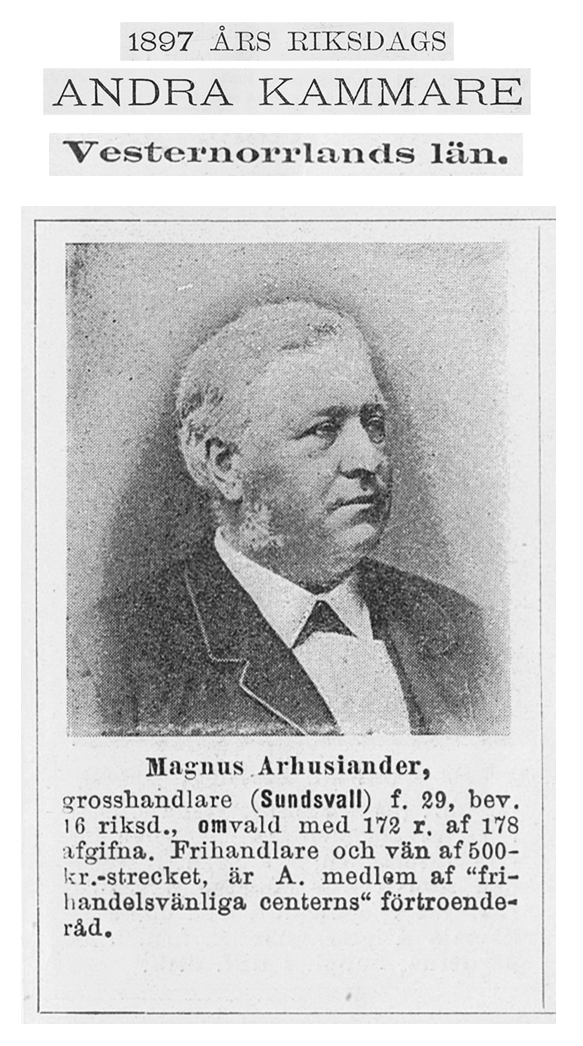
1897 års riksdag
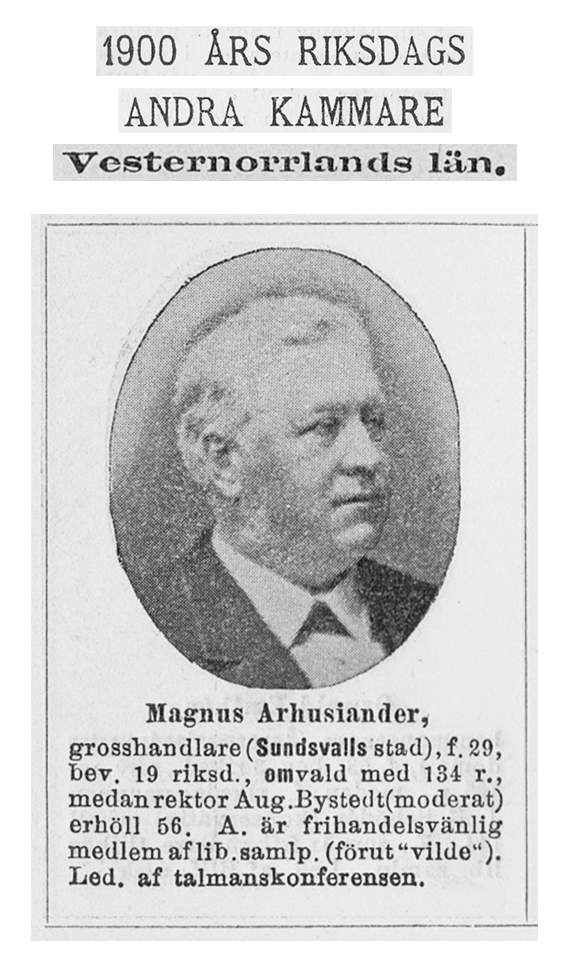
1900 års riksdag